# Gare de Tsurumi-ichiba
La gare de Tsurumi-ichiba (鶴見市場駅, Tsurumi-ichiba-eki) est une gare ferroviaire située à Yokohama, dans la préfecture de Kanagawa au Japon. La gare est exploitée par la compagnie Keikyū.

## Situation ferroviaire
La gare de Tsurumi-ichiba est située au point kilométrique (PK) 13,8 de la ligne principale Keikyū.

## Histoire
La gare est inaugurée le 24 décembre 1905 sous le nom de gare d'Ichiba. Elle prend son nom actuel en 1927.

## Service des voyageurs

### Accueil
La gare dispose d'un bâtiment voyageurs ouvert tous les jours, avec des guichets et des automates pour l'achat de titres de transport.

### Desserte
- Ligne principale Keikyū :
  - voie 1 : direction  Yokohama et Miurakaigan
  - voie 2 : direction Aéroport de Haneda ou Shinagawa et Sengakuji (interconnexion avec la ligne Asakusa pour Oshiage)